# Санта-гертруда
Са́нта-гертру́да (англ. Santa Gertrudis cattle) — порода крупного рогатого скота мясного направления. Выведена в США на ферме Санта-Гертрудис ранчо «Кинг» (англ. King Ranch) штата Техас скрещиванием коров шортгорнской породы с быками зебу породы брахман. Зарегистрирована Министерством сельского хозяйства США в 1940 году.

## Характеристика
Животные породы санта-гертруда были завезены в СССР в 1955—1956 годах для разведения и скрещивания с отдельными отечественными породами скота. Они хорошо приспособлены к пастбищному содержанию, имеют крепкое телосложение, отличные мясные формы, у них большие складки на шее, большой подгрудок. Масть вишнёво-красная, иногда со светлыми пятнами на нижней части туловища. 
Живая масса быков 800—1180 кг, коров — 560—850 кг. Молодняк в 18 месяцев достигает живой массы 400—500 кг. Убойный выход 63—70 %. 
Животные выносливые, приспособленные к сухому континентальному климату, хорошо выдерживают жару и холод. 
В России породу разводят в Уральском, Приволжском и Южном федеральных округах (в небольших количествах).